# A Filthy Lesson for Lovers
A Filthy Lesson for Lovers è l'album d'esordio degli Spiral69, progetto di Riccardo Sabetti, nato dopo la sua dipartita dagli Argine.
L'album è stato scritto, arrangiato e suonato interamente da Sabetti ed è prodotto in collaborazione con l'etichetta indipendente romana Megasound.
Il lavoro contiene 10 tracce nella versione digitale distribuita da Zebralution e 11 nella versione CD, comprendendo una cover del brano And I Love Her dei Beatles.

## Tracce
1. Ouverture – 0:19
2. Echo – 2:50
3. Sweet L – 4:53
4. Erase – 3:20
5. Filthy Lesson For Lovers – 5:29
6. You – 3:38
7. And I Love Her – 3:31 (Lennon/McCartney)
8. Kissing Juda – 4:02
9. Cover Me – 4:46
10. The Way Out is Through You – 4:23
11. With Nothing Left – 6:19

## Formazione
- Riccardo Sabetti - voce, chitarre, pianoforte, basso, batteria, synth, programmazione

### Altri musicisti
- Marco Manusso - chitarra slide (tracce 5 e 6)
- Edo Notarloberti - violino (traccia 9)
- Andrea Ruggiero - violino (traccia 2,4,8)
- Stefano Ratchev - violoncello (traccia 5,7)
- Emanuele Colella - chitarra (traccia 9)